# Víctor Visconti
Victoriano Félix Visconti (1932-2005), conocido como Víctor Visconti, fue un músico y cantante argentino, destacado por integrar el dúo Los Visconti, uno de los grupos más destacados de la música folklórica de Argentina. Nacido en Coronel Dorrego (Buenos Aires), formó en 1950 con su hermano mellizo Abel Visconti un dúo de música folklórica con el nombre de Los Hermanos Visconti, iniciando su carrera artística en Bahía Blanca.
Con un estilo melancólico muy peculiar y luego de muchos años de actuaciones, Los Visconti alcanzaron el éxito en el Festival de Cosquín de 1974 y desde entonces se convirtieron en uno de los grupos más populares y difundidos de Argentina, alcanzado también un importante éxito en otros países latinoamericanos, especialmente Colombia.
Falleció el 11 de abril de 2005, de un cáncer de pulmón que lo tenía alejado de los escenarios hacía un tiempo. Como homenaje Abel compuso una canción Adiós hermano y editó un álbum en su homenaje. Desde entonces continuó las actuaciones formando dúo con Enrique Espinosa bajo el nombre de Los Visconti de Abelito.Hoy LOS VISCONTI continúan como antes , con la Formación original del Maestro Abel Visconti,  sumando al cantante Hector  Corvalan

### Para ver y oír
- "Veneno" (valsesito criollo), Los Visconti, YouTube.
- Adiós hermano, Los Visconti (dedicado a la muerte de Víctor VIsconti), YouTube.

- Datos: Q6165777